# Anna Henryka Pustowójtówna
Anna Henryka Pustowójtówna, née le 3 juillet 1843 à Mełgiew (Pologne actuelle) et morte le 2 mai 1881 à Paris, est une militante et soldate polonaise, célèbre pour sa participation au soulèvement de janvier 1863.

## Biographie
Elle est la fille d'une noble polonaise, Marianna Kossakowska, et de Teofil Pustaya, officier russe d'origine hongroise, devenu général. Après avoir étudié au couvent à Lublin, elle fréquente une école de fin d'études à Puławy. Malgré ses origines mixtes, elle se considère comme Polonaise. Elle est arrêtée en 1861 pour désobéissance civile après avoir chanté des hymnes religieux en public. Elle est condamnée à la détention dans un couvent orthodoxe de la province russe de Kostroma, mais elle s'échappe. Elle se rend en Moldavie, où elle rejoint les partisans polonais qui se constituent en unités.
Elle s'engage dans le mouvement d'indépendance polonais et combat dans l'insurrection de Janvier en tant qu'adjudante du général Dionizy Czachowski (pl) puis du général Marian Langiewicz. Elle se déguise en soldat et est connue sous le pseudonyme de « Michał Smok ». Elle combat dans plusieurs batailles (Małogoszcz, Pieskowa Skała, Chroberz et Grochowiska), s'occupe du ravitaillement ou officie comme traductrice en russe. Cet engagement défie les standards de l'époque pour une femme.
Elle est capturée et emprisonnée par les autorités autrichiennes et à sa libération, elle déménage à Prague, puis en Suisse et enfin en France, où elle travaille comme infirmière dans la Commune de Paris en 1871. Durant la Commune, elle demande en vain à Jarosław Dąbrowski la clémence pour Georges Darboy, évêque de Paris, mais réussit l'évacuation d'un groupe de religieuses vers Versailles.
En 1873, elle épouse un médecin, le docteur Loewenhardt, qu'elle a connu pendant le soulèvement en Pologne. Ils ont quatre enfants. Après la mort de sa belle-sœur, elle prend en charge les deux enfants orphelins. Elle meurt dans son sommeil à Paris en 1881.

## Hommage
Une rue de Lublin (district de Konstantynów), porte son nom.